# Мірка Федерер
Мірка Федерер (до шлюбу Вавринець, нар. 1 квітня 1978) — швейцарська тенісистка словацького походження. Найвищу одиночну позицію світового рейтингу — 76 місце досягла 10 вересня 2001, парну — 214 місце — 24 серпня 1998 року. Найвищим досягненням на турнірах Великого шолома було 3 коло в одиночному розряді.
Чоловік: Роджер Федерер. Завершила кар'єру 2002 року.

## Виступи в одиночних турнірах Великого шолома
| W | Ф | ПФ | ЧФ | #Р | КТ | К# | DNQ | A | NH |

| Турнір                                 | 1999 | 2000 | 2001 | Career W-L |
| -------------------------------------- | ---- | ---- | ---- | ---------- |
| Відкритий чемпіонат Австралії з тенісу |      | 2р   | 2р   | 2–2        |
| Відкритий чемпіонат Франції з тенісу   | 1р   | 1р   | 1р   | 0–3        |
| Вімблдонський турнір                   |      | 1р   | 1р   | 0–2        |
| Відкритий чемпіонат США з тенісу       |      | 1р   | 3р   | 2–2        |
| В-П                                    | 0–1  | 1–4  | 3–4  | 4–9        |

## Фінали ITF
| турніри $100,000 |
| турніри $75,000  |
| турніри $50,000  |
| турніри $25,000  |
| турніри $10,000  |

### Одиночний розряд: 13 (3–10)
| Результат | Ранг | Дата            | Турнір                  | Покриття   | Суперниця         | Рахунок       |
| --------- | ---- | --------------- | ----------------------- | ---------- | ----------------- | ------------- |
| Поразка   | 1.   | 12 вересня 1994 | ITF Клуж, Румунія       | Ґрунт      | Адріана Герші     | 2–6, 1–6      |
| Поразка   | 2.   | 23 січня 1995   | ITF Бостад, Швеція      | Тверде     | Каталін Мішкольці | 6–1, 2–6, 5–7 |
| Перемога  | 3.   | 8 березня 1997  | ITF Тель-Авів, Ізраїль  | Тверде     | Наталі Кахана     | 6–3, 7–6      |
| Поразка   | 4.   | 2 червня 1997   | ITF Битом, Польща       | Ґрунт      | Яна Поспішилова   | 6–7, 7–6, 1–6 |
| Перемога  | 5.   | 22 червня 1997  | ITF Клостерс, Швейцарія | Ґрунт      | Евелін Фаут       | 4–6, 7–5, 6–2 |
| Поразка   | 6.   | 30 червня 1997  | ITF Лог'я, Фінляндія    | Ґрунт      | Марія Перссон     | 6–3, 4–6, 3–6 |
| Поразка   | 7.   | 12 січня 1998   | ITF Делрей-Біч, США     | Тверде     | Луїс Латімер      | 2–6, 0–6      |
| Поразка   | 8.   | 18 січня 1999   | ITF Бока-Ратон, США     | Тверде     | Стефані Чі        | 1–6, 3–6      |
| Перемога  | 9.   | 31 січня 1999   | ITF Клірвотер, США      | Тверде     | Аліна Жидкова     | 6–0, 7–6      |
| Поразка   | 10.  | 8 лютого 1999   | ITF Рокфорд, США        | Тверде (i) | Саманта Сміт      | 4–6, 4–6      |
| Поразка   | 11.  | 15 березня 1999 | ITF Нода, Японія        | Тверде     | Асагое Сінобу     | 5–7, 4–6      |
| Поразка   | 12.  | 30-Aug-1999     | ITF Уїскілукан, Мексика | Тверде     | Ванесса Вебб      | 6–1, 4–6, 6–7 |
| Поразка   | 13.  | 14-Aug-1999     | ITF Стамбул, Туреччина  | Тверде     | Тетяна Перебийніс | 4–6, 3–6      |

### Парний розряд: 4 (1–3)
| Результат | Ранг | Дата           | Турнір                    | Покриття   | Партнерка        | Суперниці                          | Рахунок       |
| --------- | ---- | -------------- | ------------------------- | ---------- | ---------------- | ---------------------------------- | ------------- |
| Перемога  | 1.   | 18 жовтня 1993 | ITF Лангенталь, Швейцарія | Килим (i)  | Наталі Чан       | Анн Де Жйоанні Гайді Шпрунґ        | 6–4, 4–6, 6–1 |
| Поразка   | 2.   | 25 жовтня 1993 | ITF Юрмала, Латвія        | Тверде (i) | Александра Ольша | Наталія Бондаренко Олена Татаркова | 6–7, 2–6      |
| Поразка   | 3.   | 19 травня 1997 | ITF Брессаноне, Італія    | Ґрунт      | Лусіана Масанте  | Кароліна Шнайдер Патріція Вартуш   | 3–6, 0–6      |
| Поразка   | 4.   | 1 червня 1998  | ITF Ташкент, Узбекистан   | Тверде     | Ларісса Шерер    | Мелісса Маззотта Фабіола Сулуага   | 2–6, 1–6      |